# Peters Peber
Peters peber el. Peters penis Capsicum annuum var. annuum er en variant af Spansk Peber, som er mest kendt for at ligne en penis. Den er yderst sjælden og findes i en rød og en gul variant. Peberen bruges mest til pynt, men den kan også syltes.